# 島根県道248号神魂神社線
島根県道248号神魂神社線（しまねけんどう248ごう かもすじんじゃせん）は、島根県松江市通る一般県道である。

## 概要
神魂神社前から国道432号交点に至る

### 路線データ
- 起点：松江市大庭町（神魂神社前）
- 終点：松江市大庭町（国道432号交点）

## 歴史
- 1972年（昭和47年）
  - 3月21日 - 島根県告示第208号により認定される。
- （時期不明） - 現行の県道番号に変更される。

## 地理

### 通過する自治体
- 松江市

### 交差する道路
| 交差する道路 | 交差する場所 | 交差する場所 |
| ------------ | ------------ | ------------ |
| 国道432号    | 大庭町       | 終点         |

### 沿線
- 神魂神社
- 立正大学淞南高等学校（旧：淞南学園高等学校および松江日本大学高等学校）
- 八雲立つ風土記の丘
- 出雲かんべの里
- 岡田山古墳